# Optik Takeover
Optik Takeover è il primo sampler album dell'etichetta Optik Records. Lo pubblicò il rapper tedesco Kool Savas il 9 ottobre del 2006.
Raggiunse il 39º posto nella classifica degli album più venduti in Svizzera ed il 40° in Austria.

## Tracce
| #   | Titolo                                                         | Durata |
| --- | -------------------------------------------------------------- | ------ |
| 1.  | Takeover Intro                                                 | 02:07  |
| 2.  | O.P.T.I.K.                                                     | 03:35  |
| 3.  | Das ist OR!                                                    | 03:49  |
| 4.  | Komm mit mir                                                   | 03:03  |
| 5.  | Merkt euch                                                     | 03:01  |
| 6.  | Traum (feat. Franziska)                                        | 03:50  |
| 7.  | Bye Bye                                                        | 03:23  |
| 8.  | U ain't ****in with us (feat. Dina Rae)                        | 03:23  |
| 9.  | Ich **** Dich nicht (feat. (Italo Reno & Germany)              |        |
| 10. | HT (Skit)                                                      | 00:27  |
| 11. | Homo Thugs                                                     | 03:27  |
| 12. | Halbblutprinz                                                  | 03:13  |
| 13. | Mach alles Caput                                               | 02:03  |
| 14. | Dani (Skit)                                                    | 00:48  |
| 15. | 2005 til infinity                                              | 03:34  |
| 16. | Come clean 2006 (feat. (Lumidee & DJ Suave)                    |        |
| 17. | Geldwelt (feat. Kaas & Franky Kubrick)                         | 03:53  |
| 18. | Manche Leute Part 1                                            | 03:53  |
| 19. | In Deinen Augen                                                | 04:23  |
| 20. | Nie mehr hoch (Bonus Track)                                    | 02:24  |
| 21. | Warnung (Bonus Track)                                          | 02:22  |
| 22. | Grind on (Bonus Track) (feat. (Fatman Scoop)                   |        |
| 23. | Er ist nicht gut für Dich (Bonus Track) (feat. (Kaas & Damdam) |        |
| 24. | Wenn es bricht (Bonus Track) (feat. (Kaas)                     |        |